# 玛丽·德·罗昂
玛丽·艾梅·德·罗昂，舍夫勒斯公爵夫人（法語：Marie Aimée de Rohan, duchesse de Chevreuse，1600年12月—1679年8月12日）是一位法国贵族，因处于众多17世纪中叶法国的阴谋事件中心而闻名。在多数资料中，她被通称为德·舍夫勒斯夫人。

## 早年生活
玛丽·德·罗昂，暨德·蒙巴松小姐，是罗昂家族 （页面存档备份，存于）族长蒙巴松公爵、埃居尔·德·罗昂（Hercule de Rohan-Montbazon）的女儿。罗昂家族在布列塔尼以及安茹有着丰厚的产业，并且在法兰西宫廷中享有亲王级别。她的母亲是玛德莱娜·德·朗翁库尔。
在1617年9月，她嫁给了大统帅 （页面存档备份，存于）（法国军队的最高统领）鲁昂公爵夏尔·达贝尔 （页面存档备份，存于），路易十三的一位宠臣。他引领她进入了无道德原则的政治阴谋中，把她引荐进宫廷，在那里她得到了国王和王后的共同喜爱。在1618年12月，路易十三任命她为王后宫中的随从女官，并驱逐了第三代蒙莫朗西公爵亨利一世。她对王后奥地利的安娜的影响是无可匹敌的。
在1620年，她生下了路易·夏尔·达贝尔 （页面存档备份，存于），路易十三成为了他的教父。路易-夏尔成为了第二任鲁昂公爵，并与其母的妹妹安妮·德·罗昂结婚。他的女儿让娜-巴蒂斯特 （页面存档备份，存于），同时是玛丽-艾米的孙女和侄女。让娜是撒丁的维托里奥·阿梅迪奥二世的情妇，以及意大利萨伏依王室的先祖。 
玛丽-艾米最年轻的同父异母兄弟苏比斯王子弗朗索瓦·德·罗昂 （页面存档备份，存于），是罗昂家族苏比斯分支的始祖。他的妻子是苏比斯夫人安娜·德·罗昂-沙博 （页面存档备份，存于） ，她曾经一度是路易十四的情妇。

## 第二次婚姻
在鲁昂公爵于1621年的一次战斗中去世之后，玛丽-艾米于1622年4月21日改嫁给了舍夫勒斯公爵克洛德·洛林 （页面存档备份，存于） （吉斯家族的一员）。在这次婚姻中，她生下了三个女儿。其中两个女儿成为了修女：洛林的安妮-玛丽（1625-1652），成为了蓬托达姆的修道院长；洛林的亨利埃特（1631-1693），先后成为茹阿尔和皇家港（巴黎）的修道院长。玛丽-艾米的第三个女儿，洛林的夏洛特·玛丽（1627-1652），没能成功嫁给阿曼德·德·波旁 （页面存档备份，存于），暨孔蒂亲王，却成了雷斯主教 （页面存档备份，存于）的情妇，并且在投石党运动中扮演了角色，但终生未婚。

## 失势和密谋
作为王后的密友，玛丽-艾米被宫廷指责有罪于王后的流产，因为她曾经在那次卢浮宫走廊喧闹游戏中鼓励正怀孕的王后参与。德·舍夫勒斯公爵用尽他所有的影响力使得她能够重返宫廷。
在玛丽-艾米企图挽回自己的失势局面的尝试中，她曾经引起或者支持宫廷中许多的阴谋，比如使王后声誉受损的白金汉事件（1623-24）。这起事件是她在她的英国情夫亨利·雷切 （页面存档备份，存于）的共谋下激起的。这位亨利是后来的荷兰伯爵，同时也是黎塞留主教地位最高的敌人之一。又比如她同她的情夫德·夏莱伯爵 （页面存档备份，存于）合谋了1626年时利用奥尔良亲王加斯东取代他哥哥路易十三的阴谋活动。夏莱因涉入这件事太深而在1626年的8月19日被推上了断头台，而德·舍夫勒斯夫人则逃往洛林，在那里她很快和洛林公爵夏尔四世产生外遇，并且夏尔四世因她介入此事，以期能让她重返法国。当她在东皮埃尔（瑞士）重振旗鼓之后，她在法国削弱王室力量的行动仍在继续。
她在多起有外国势力参与的反对法国的阴谋中居于中心位置：
掌玺大臣沙托纳夫侯爵夏尔·德·卢比斯宾 （页面存档备份，存于）主导与洛林公国以及西班牙的谈判，而他因向德·舍夫勒斯公爵夫人泄露御前会议（1633）内容而失势。
王后奥地利的安娜密谋的与西班牙合作（反对法国）的行动于1637年曝光，王后不得不要求参与此事的德·舍夫勒斯公爵夫人逃往西班牙，然后辗转进入英国，最后流亡佛兰德。
她还参与了苏瓦松伯爵 （页面存档备份，存于）于国王路易十三驾崩时（1641）发起的阴谋。国王的遗嘱中有一条款，继续禁止公爵夫人回到法国；议会支持她的决定将会违反这遗嘱。
在黎塞留死后，她再度回到法兰西，并且在1643年内沙托纳夫侯爵 （页面存档备份，存于）主导的一系列反对马萨林红衣主教的重要阴谋中起到了核心同谋的作用。于旺多姆公爵塞萨尔·德·波旁被捕与流放之后，她再度逃离法国。在投石党运动时期，她曾一度（1649-1650）和马萨林拉近关系，但是之后她便在1651年的第一次投石党运动（议会）以及第二次投石党运动（贵族）集结其间，转头投靠回了贵族阶级。
她于1679年于加莱的女修道院去世。

## 人物传记
她在浪漫主义时期的丰富传记中是一个值得尝试的主题：大仲马让她参与了《三个火枪手》和《二十年后》的剧情，其中火枪手三部曲第三部的主人公拉乌尔，正是德·舍夫勒斯公爵夫人和火枪手阿托斯的私生子。而意大利音乐家多尼采蒂的悲剧《玛丽·德·罗昂》便取材于她的情夫夏莱伯爵的谋反事件，此剧于1843年的6月5日在维也纳的康特那托尔剧院首演，并在同年11月在巴黎取得成功。维克多·库森（法国传记作家）则是于1856年出版了一本关于她的更加严肃的人物传记。关于她的现代传记有1985年丹尼斯·蒂尼纳克所著《混乱天使》（巴黎Robert Laffont出版社）、2002年克里斯蒂安·博伊尔所著《德·舍夫勒斯夫人：路易十三奢华而顽强的对手》（巴黎Pygmalion-Gérard Watelet出版社），以及1999年乔治·泊松的一本（巴黎Librairie Académique Perrin出版社）。最近的英文传记为2005年H·尼尔·威廉姆斯所著《一位女性反叛者：德·舍夫勒斯公爵夫人玛丽·德·罗昂》。
在2002年，她在《Doctor Who》系列的广播剧《教会与王冠 （页面存档备份，存于）》中由温蒂·阿布斯顿饰演。

## 子嗣与婚姻
- 1617年9月13日嫁给吕讷公爵夏尔·达贝尔（Charles d'Albert）；育有一子：
  - 鲁昂公爵路易·达贝尔·德·吕纳（Louis Charles d'Albert de Luynes，1620年12月25日-1690年10月20日）有三次婚姻：
    - 与女侯爵路易丝·玛丽·塞吉耶（Louise Marie Seguie），有子嗣；
    - 与安娜·德·罗昂（Anne de Rohan，蒙巴松公爵埃居尔的女儿，玛丽-艾米的妹妹）于1661年结婚，育有让娜-巴蒂斯特·达贝尔·德·鲁昂；
    - 与玛格丽特·达利格尔（Marguerite d'Aligre）于1685年结婚，没有子嗣。

- 1622年4月20日在巴黎嫁给了舍夫勒斯公爵克洛德·德·洛林（Claude de Lorraine），育有三个女儿：
  - 安娜·玛丽·德·洛林（Anne Marie de Lorraine，1624-1652年8月5日），终生未婚；勒米尔蒙与蓬托达姆修道院院长；
  - 夏洛特·玛丽·德·洛林，德·舍夫勒斯小姐（Charlotte Marie de Lorraine, Mademoiselle de Chevreuse，1626-1652年11月7日），终生未婚；
  - 亨利埃特·德·洛林（Henriette de Lorraine，1631-1694年1月25日），终生未婚；茹阿尔圣母修道院院长。

## 头衔和称号
- 1600年12月-1617年9月13日：蒙巴松公爵小姐殿下；
- 1617年9月13日-1621年12月15日：鲁昂公爵夫人殿下；
- 1621年12月15日-1622年4月20日：鲁昂公爵遗孀殿下；
- 1622年4月20日-1657年1月24日：舍夫勒斯公爵夫人殿下；
- 1657年1月24日-1679年8月12日：舍夫勒斯公爵遗孀殿下；

## 延伸阅读
- Batiffol, Louis (1920). La Duchesse de Chevreuse: Une Vie d'Aventures et d'Intriques sous Louis XIII (at Hathitrust). Paris: Hachette.
- Berty, Adolphe (1885). "Hôtel d'O, de la Vieuville, de Chevreuse, d'Épernon, et de Longueville", pp. 103–105, in Topographie historique du vieux Paris: Région du Louvre et des Tuileries, second edition, vol. 1. Paris: Imprimerie Nationale.
- Gady, Alexandre (2008). Les Hôtels particuliers de Paris du Moyen Âge à la Belle Époque. Paris: Parigramme. ISBN 9782840962137.
- Kettering, Sharon (2008). Power and Reputation at the Court of Louis XIII: The Career of Charles d'Albert, duc de Luynes (1578–1621). Manchester: Manchester University Press. ISBN 9780719089985.
- Moote, Lloyd (1989). Louis XIII, the Just. Berkeley: University of California Press. ISBN 9780520064850.
- Williams, H. Noel (1913). A Fair Conspirator: Marie de Rohan, Duchesse de Chevreuse (at Hathitrust). New York: Charles Scribner's Sons.